# Momozono
Keizer Momozono (桃園天皇, Momozono-tennō, 14 april 1741 – 31 augustus 1762) was de 116e keizer van Japan, volgens de traditionele opvolgvolgorde. Hij regeerde van 9 juni 1747 tot aan zijn dood in 1762.

## Genealogie
Momozono’s persoonlijke naam was Toohito (遐仁). Zijn titel voor hij keizer werd was aanvankelijk Yaho-no-miya (八穂宮) en later Sachi-no-miya (茶地宮).
Momozono was de eerste zoon van keizer Sakuramachi. Zijn moeder was Sadako (定子). Momozono kreeg zelf twee kinderen samen met Ichijō Tomiko (一条富子):
- Prins Hidehito (英仁親) (de latere keizer Go-Momozono)
- Prins Fushimi-no-miya Sadamochi (伏見宮貞行親王)

## Leven
In 1747 werd Momozono tot kroonprins benoemd. Nog datzelfde jaar trad zijn vader af en volgde Momozono hem op als keizer.
In 1758 gingen vooral onder de jonge edelen van Japan stemmen op om de keizerlijke macht te herstellen, tot grote onvrede van het Tokugawa-shogunaat. Het shogunaat strafte deze edelen voor hun “verraad”. Dit staat tegenwoordig bekend als het Hōrekischandaal.
Momozono stierf op 21-jarige leeftijd.

## Perioden
Momozono’s regeerperiode omvat de volgende tijdsperioden van de Japanse geschiedenis:
- Enkyō (1744-1748)
- Kan'en (1748-1751)
- Hōreki (1751-1764)

* Regent Jingu staat niet op de traditionele lijst.